# Ingenie
Ingenie (Ingeniinae) – podrodzina teropodów z rodziny owiraptorów (Oviraptoridae). Została nazwana przez Rinczena Barsbołda w 1981 roku, w jego publikacji opisującej gatunek „Ingenia” yanshini. Pierwszą definicję filogenetyczną przedstawili w 2004 roku Halszka Osmólska, Philip J. Currie i Barsbołd. Według niej klad Ingeniinae obejmuje ostatniego wspólnego przodka „Ingenia” yanshini i Conchoraptor gracilis oraz wszystkich jego potomków. Stwierdzili również, że Oviraptoridae dzieli się na dwa główne klady – Ingeniinae oraz Oviraptorinae. Paul Sereno stwierdził, że w takim przypadku lepszym rozwiązaniem mogło być nadanie obu tym grupom definicji typu branch-based w oparciu o ich najbardziej zaawansowanych przedstawicieli. Oprócz ingenii i konchoraptora do Ingeniinae w definicji Osmólskiej i współpracowników należą także Heyuannia i Khaan.